# Andreești
Andreești – wieś w Rumunii, w okręgu Gorj, w gminie Vladimir. W 2011 roku liczyła 972 mieszkańców.